# Merris
Merris település Franciaországban, Nord megyében. Lakosainak száma 1078 fő (2022. január 1.). Merris Méteren, Strazeele, Vieux-Berquin és Bailleul községekkel határos.

## Népesség
A település népességének változása:
| Lakosok száma | 1042 | 1032 | 1054 | 1018 | 1011 | 1011 | 1009 | 1049 | 1078 |
|               | 2013 | 2015 | 2016 | 2017 | 2018 | 2019 | 2020 | 2021 | 2022 |